# Pyrausta phaeopastalis
Pyrausta phaeopastalis là một loài bướm đêm trong họ Crambidae.